# Miles Davis All Stars Vol. 2
Miles Davis All Stars Vol. 2 è un album di Miles Davis pubblicato dalla Prestige Records nel 1955.

## Il disco
Il disco è il secondo volume di una coppia di long playing a 10 pollici pubblicati dalla Prestige Records di Bob Weinstock che contenevano il risultato di una seduta di registrazione effettuata il 24 dicembre del 1954 presso lo studio di Rudy Van Gelder, con una formazione all stars capitanata da Miles Davis e con la partecipazione del vibrafonista Milt Jackson, di Percy Heath al contrabbasso, di Kenny Clarke alla batteria, tutti appartenenti al Modern Jazz Quartet e del pianista Thelonious Monk.
Nel secondo volume furono inserite due lunghe versioni, una per lato, della composizione di Monk Bemsha Swing e la prima take di The Man I Love di George Gershwin.
I due album Miles Davis All Stars a 10 pollici scomparvero presto dal catalogo Prestige e furono sostituiti nella discografia ufficiale di Miles Davis dagli album 12 pollici Bag's Groove pubblicato nel 1957 e Miles Davis and the Modern Jazz Giants  pubblicato nel 1959, poi ristampati più volte e riproposti a partire dagli anni ottanta su CD anche in versione rimasterizzata digitalmente.

## Tracce
Lato A
1. Bemsha Swing - (Thelonious Monk, Denzil Best) - 9:33

Lato B
1. The Man I Love  - (George Gershwin, Ira Gershwin) - 8:29

## Formazione
- Miles Davis - tromba
- Milt Jackson - vibrafono
- Thelonious Monk - pianoforte
- Percy Heath - contrabbasso
- Kenny Clarke - batteria

## Edizioni
- 1955 – LP 10", Prestige Records PRLP 200